# Band on the Run
Band on the Run é o terceiro álbum de estúdio da banda anglo-americana de rock Wings e o quinto álbum de estúdio do músico britânico de rock Paul McCartney após a separação dos Beatles. Foi lançado pela Apple Records em 30 de novembro de 1973. Embora as vendas tenham sido inicialmente modestas, seu desempenho comercial foi auxiliado por dois singles de sucesso – "Jet" e "Band on the Run" – de tal forma que se tornou o álbum mais vendido de 1974 no Reino Unido e na Austrália, além de revitalizar a posição crítica de Paul na mídia. Continua sendo o seu álbum de maior sucesso e o mais celebrado entre os seus trabalhos pós-Beatles.
O álbum foi gravado principalmente no estúdio da EMI Music em Lagos, na Nigéria, pois McCartney queria fazer um álbum em um local extravagante. Pouco antes da partirem para Lagos, o baterista Denny Seiwell e o guitarrista Henry McCullough deixaram o grupo. Sem tempo para recrutar substitutos, Paul entrou em estúdio apenas com sua esposa Linda e o guitarrista Denny Laine. Portanto, ele tocou baixo, bateria, percussão e a maioria das partes de guitarra. Após o retorno da banda à Inglaterra, os overdubs finais e outras gravações foram realizadas em Londres, principalmente no AIR Studios.
Em 2000, a revista Q colocou o álbum na 75ª posição em sua lista dos "100 Maiores Álbuns Britânicos de Todos os Tempos". Em 2012, foi listado em 418º lugar em uma revisão da lista da revista Rolling Stone dos "500 Maiores Álbuns de Todos os Tempos". Uma crítica contemporânea do revisor Jon Landau na Rolling Stone descreveu o álbum como sendo "com a possível exceção de Plastic Ono Band de John Lennon, o melhor disco já lançado por qualquer um dos quatro músicos que já foram chamados de Beatles". Foi o último álbum de Paul lançado pela Apple. Em 2013, Band on the Run foi introduzido ao Hall da Fama do Grammy.

## Contexto
Paul pensou: 'Eu tenho que fazer isso; ou eu desisto e corto minha garganta ou (eu) recupero minha magia'.

– Linda McCartney para a revista Sounds.
Em 1973, três anos após a separação dos Beatles, Paul McCartney ainda não havia recuperado sua credibilidade artística ou encontrado o elogio da crítica musical por seus trabalhos pós-Beatles. Depois de completar uma bem sucedida turnê no Reino Unido com os Wings, em julho de 1973, ele planejou seu terceiro álbum como um meio de se restabelecer após a recepção mista dada a Wild Life e Red Rose Speedway.
Ansioso para gravar fora do Reino Unido, McCartney pediu à EMI Music que lhe enviasse uma lista de todos os seus estúdios de gravação internacionais. Ele selecionou a cidade de Lagos, na Nigéria, e foi atraído pela ideia de gravar na África. Em agosto, a banda começou os ensaios para o novo álbum na fazenda de Paul na Escócia. Durante uma sessão de ensaio, o guitarrista Henry McCullough e Paul discutiram, o que resultou na saída de McCullough do grupo. O baterista Denny Seiwell saiu uma semana depois, na noite anterior ao voo da banda para a Nigéria. Apenas Paul, Linda e Denny Laine gravaram em Lagos, auxiliados pelo ex-engenheiro de som dos Beatles, Geoff Emerick. Paul havia escolhido Lagos, pois achava que seria um local glamoroso para ficar; a realidade, porém, era que após o fim de uma guerra civil em 1970, a Nigéria era governada por um governo militar.

## Gravação
Os Wings chegaram a Lagos em 9 de agosto de 1973. O estúdio da EMI, localizado na Wharf Road, no subúrbio de Apapa, estava em ruínas e mal equipado. A mesa de controle estava com defeito e havia apenas um gravador da marca Studer de oito canais. A banda alugou residências perto do aeroporto de Ikeja, a uma hora do estúdio. Paul, Linda e seus três filhos ficaram em uma, enquanto Daine, sua esposa Jojo, Emerick e os dois roadies dos Wings ficaram em outra.
O grupo estabeleceu uma rotina de gravar durante a semana e conhecer a cidade nos finais de semana. Paul se juntou temporariamente a um clube de campo local, onde passava a maior parte das manhãs. A banda era levada ao estúdio no início da tarde, onde as gravações duravam até o final da noite e às vezes até o início da manhã. Para compensar os membros da banda que partiram, McCartney tocou a bateria e guitarra solo, além de suas contribuições no baixo elétrico, com Laine tocando a guitarra base e Linda adicionando teclados. A primeira faixa que gravaram foi "Mamunia", título que Paul pegou do nome de um hotel em Marraquexe onde havia se hospedado em abril de 1973.

É uma coleção de canções e a ideia básica sobre Band on the Run é uma espécie de fuga da prisão. No início do álbum, o cara está preso dentro de quatro paredes e sai correndo. Há um fio, mas não um conceito.

– Paul McCartney
Várias das canções presentes no álbum refletem temas de fuga e liberdade, enquanto a estrutura lembra a Sgt. Pepper's Lonely Hearts Club Band e Abbey Road. A faixa-título foi parcialmente inspirada por uma observação que George Harrison fez durante uma das muitas reuniões de negócios que os Beatles compareceram em 1969, em um esforço para resolver os problemas que afligiam a Apple Corps.
Além dos desafios apresentados pelo estúdio abaixo do padrão, alguns eventos ocorreram durante a estadia da banda em Lagos. Enquanto caminhavam uma noite, Paul e Linda foram roubados com uma faca. Os assaltantes levaram todos os seus objetos de valor, incluindo um saco contendo um caderno cheio de letras e canções manuscritas, e cassetes contendo demos de canções a serem gravadas. Em outra ocasião, Paul estava fazendo overdubs de um vocal quando começou a ficar sem ar. De acordo com o engenheiro de som Geoff Emerick: "Em poucos segundos, (Paul) ficou branco como um lençol, explicando-nos em voz rouca que ele não conseguia recuperar o fôlego. Decidimos levá-lo para fora para tomar um ar fresco (...) (mas) uma vez que ele foi exposto ao calor escaldante, ele se sentiu ainda pior e começou a desmaiar aos nossos pés. Linda começou a gritar histericamente; ela estava convencida de que ele estava tendo um ataque cardíaco (...) O diagnóstico oficial era que ele tinha sofrido um espasmo brônquico causado por fumar demais." Outro incidente foi o confronto com o pioneiro local do afrobeat e ativista político Fela Kuti, que acusou publicamente a banda de estar na África para explorar e roubar a música africana após uma visita ao seu clube. Kuti foi ao estúdio para confrontar Paul, que tocou suas canções para ele mostrar que não continham influência local. Mais tarde, o baterista e ex-membro do Cream, Ginger Baker, convidou os Wings para gravar seu álbum inteiro em Ikeja. Paul concordou em ir lá por um dia. A faixa "Picasso's Last Words (Drink to Me)" foi gravada no estúdio ARC, com Baker contribuindo com uma percussão.

(Paul e eu) fizemos o álbum como se não estivéssemos em uma banda, como se fôssemos apenas dois produtores ou músicos.

– Denny Laine
A produção da maioria das gravações básicas do álbum, juntamente com os overdubs, foi concluída após seis semanas na Nigéria. Depois de organizar um churrasco na praia para comemorar o fim das gravações, os Wings voltaram à Inglaterra em 23 de setembro de 1973, onde foram recebidos por fãs e jornalistas. Ao retornar a Londres, Paul e Linda receberam uma carta da gravadora datada de antes da banda deixar a Inglaterra, alertando-os para não irem a Lagos devido a um surto de cólera.
Em outubro, duas semanas após o retorno da banda à Londres, o trabalho começou no AIR Studios do ex-produtor musical dos Beatles, George Martin, onde muitas das gravações feitas em oito canais passaram para 16 canais. "Jet", em homenagem a um dos filhotes do labrador de Paul, foi gravado na íntegra no AIR. Paul, Laine e Linda realizaram mais overdubs nas gravações feitas em Lagos durante este período; todos os arranjos orquestrais para o álbum foram gravados no AIR em um único dia, conduzidos por Tony Visconti. Visconti teve três dias para escrever os arranjos, incluindo a orquestra para a faixa-título. Visconti disse que os arranjos foram colaborações com Paul e ficou surpreso por não ter sido creditado corretamente por seu trabalho até o relançamento do 25º aniversário do álbum. Outro convidado foi o saxofonista Howie Casey, que contribuiu em "Bluebird", "Mrs. Vanderbilt" e "Jet", e se tornaria o trompista regular da banda. A mixagem final do álbum foi concluída em três dias no Kingsway Studios, em Londres, no início de novembro.

## Arte da capa
A capa do álbum foi tirada em Osterley Park, no oeste de Londres, em 28 de outubro de 1973 pelo fotógrafo Clive Arrowsmith. Nela, aparece Paul, Linda e Laine, além de outras seis pessoas vestidas como presidiárias, pegas por um holofote. As outras faces apresentadas são: Michael Parkinson, Kenny Lynch, James Coburn, Clement Freud, Christopher Lee e John Conteh. O fotógrafo detalhou que a foto final foi uma das quatro que ele achou aceitável nas 24 tentativas que fez. A baixa potência do holofote significava que todos tinham que ficar parados por dois segundos para a exposição adequada, o que foi dificultado pelo fotógrafo e os sujeitos que supostamente estavam "chapados" após uma festa realizada por Paul McCartney, tornando mais difícil para eles manterem a pose.

## Lançamento
A Apple Records lançou Band on the Run em 30 de novembro nos Estados Unidos e em 5 de dezembro no Reino Unido. Em vez da divulgação do álbum na rádio e na televisão ou com uma turnê, Paul realizou uma série de entrevistas, principalmente para o redator Paul Gambaccini da Rolling Stone. As conversas com Gambaccini ocorreram em vários locais a partir de setembro de 1973.
A canção "Helen Wheels" foi lançada em single no final de outubro, chegando ao top 10 nos Estados Unidos em janeiro seguinte. Por razões comerciais, a Capitol, distribuidora da Apple na América do Norte, incluiu "Helen Wheels" na versão do álbum lá lançada. Paul concordou, embora nunca tenha sido sua intenção incluir a faixa. Embora "Helen Wheels" não esteja incluída nas edições em CD de Band on the Run no Reino Unido (exceto como faixa bônus na edição The Paul McCartney Collection do álbum, relançada em 1993), ela apareceu frequentemente em lançamentos de CD do álbum nos Estados Unidos e Canadá, começando com o lançamento inicial da Columbia Records em 1984. As primeiras versões do lançamento da Capitol não listam "Helen Wheels" no rótulo ou no encarte do CD, tornando a canção uma "faixa oculta".

## Performance comercial
A recepção comercial não foi espetacular inicialmente, com um público receoso após os lançamentos anteriores da banda. Na parada de álbuns do Reino Unido, Band on the Run subiu para a nona posição em 22 de dezembro, permanecendo lá por uma segunda semana antes de cair para o 13º lugar. Na Billboard, alcançou a sétima posição em 2 de fevereiro de 1974 e depois passou as próximas seis semanas no alcance inferior dos dez primeiros. O álbum alcançou um sucesso considerável, no entanto, graças à popularidade dos dois singles – "Jet" e "Band on the Run".
"Jet" foi lançada em 28 de janeiro nos Estados Unidos, com "Mamunia" como o lado B das prensagens iniciais do single, embora logo tenha sido substituída por "Let Me Roll It", que era o lado B do lançamento no Reino Unido, em 15 de fevereiro. O sucesso da canção deu um novo impulso ao álbum, que atingiu o número dois no Reino Unido no final de março e liderou as listas da Billboard em 13 de abril.
"Band on the Run" foi lançada em 8 de abril nos Estados Unidos, com "Nineteen Hundred and Eighty-Five" como o lado B; o lançamento no Reino Unido seguiu em 28 de junho, com a instrumental "Zoo Gang" como o lado B. Devido à popularidade de "Band on the Run", o álbum voltou ao 1º lugar na Billboard em 8 de junho, quando o single liderou simultaneamente a Billboard Hot 100. Na Grã-Bretanha, o álbum finalmente atingiu a 1ª posição em 27 de julho, pela primeira de sete semanas consecutivas no topo. Nas listas alternativas do Reino Unido compiladas pela Melody Maker, Band on the Run permaneceu entre os dez primeiros de 26 de janeiro a 23 de novembro de 1974. Durante esse período, seu desempenho nas paradas refletiu da mesma forma a popularidade dos dois singles, com o álbum passando três semanas no 2º lugar em abril e seis semanas no número um ao longo de agosto e na primeira semana de setembro.
O álbum liderou a parada da Billboard em três ocasiões distintas durante 1974, e foi o álbum mais vendido daquele ano na Austrália e no Canadá. Na Grã-Bretanha, ficou em segundo lugar na classificação de fim de ano, atrás da coletânea The Singles: 1969–1973 dos Carpenters. Através deste sucesso com o Wings, Paul se estabeleceu como o mais bem sucedido comercialmente dos quatro ex-Beatles. Band on the Run acabou sendo certificado como platina tripla pela Associação Americana da Indústria de Gravação; ele iria vender 6 milhões de cópias em todo o mundo e se tornar o álbum mais vendido da EMI Music na década de 1970 no Reino Unido. Seu sucesso contínuo até 1974 também foi benéfico ao permitir que a banda recrutasse um novo guitarrista e baterista antes de iniciar novas gravações.

## Recepção crítica
| Críticas profissionais               | Críticas profissionais |
| Avaliações da crítica                | Avaliações da crítica  |
| Fonte                                | Avaliação              |
| ------------------------------------ | ---------------------- |
| AllMusic                             | [ 66 ]                 |
| Christgau's Record Guide             | C+                     |
| Mojo                                 | [ 68 ]                 |
| MusicHound Rock                      | 4/5                    |
| PopMatters                           | [ 70 ]                 |
| Record Collector                     | [ 71 ]                 |
| Rolling Stone                        | [ 72 ]                 |
| The Rolling Stone Album Guide        | [ 73 ]                 |
| Uncut                                | [ 74 ]                 |
| Virgin Encyclopedia of Popular Music | [ 75 ]                 |

Após seu lançamento, Band on the Run recebeu críticas favoráveis. O autor do livro Fab Four FAQ 2.0: The Beatles' Solo Years, 1970–1980, Robert Rodriguez escreve que, após a decepção dos trabalhos anteriores de Paul desde o fim dos Beatles, "foi exatamente o disco que os fãs e críticos esperavam que ele fizesse (...)"
Em uma crítica combinada com o álbum Ringo, o revisor da revista NME, Charles Shaar Murray, escreveu: O ex-Beatle menos propenso a restabelecer sua credibilidade e liderar o campo conseguiu com um golpe de mestre em um álbum intitulado Band on the Run." Além de elogiar Paul por usar o sintetizador "como um instrumento, e não como uma 'almofada elétrica de gritos'".
Escrevendo para o New York Times, a revisora Loraine Alterman considerou o álbum "com uma grande quantidade de canções atraentes, mesmo que as letras às vezes façam tanto sentido quanto a foto da capa" e admirou a "fascinante gama de sons" oferecida na faixa-título, bem como a "aura adorável e romântica" de "Bluebird". Embora observando a importância da produção de estúdio no efeito geral, Alterman escreveu: "Paul conseguiu tornar as complexidades da gravação em várias faixas tão naturais e frescas quanto o amanhã". O crítico musical da revista Rolling Stone, Jon Landau, descreveu o álbum como sendo "com a possível exceção de Plastic Ono Band de John Lennon, o melhor disco já lançado por qualquer um dos quatro músicos que já foram chamados de Beatles". A Rolling Stone nomeou Band on the Run um dos melhores álbuns do ano de 1973.
Em 2000, a revista Q colocou o álbum na 75ª posição em sua lista dos "100 Maiores Álbuns Britânicos de Todos os Tempos". Em 2012, foi listado em 418º lugar em uma revisão da lista da Rolling Stone dos "500 Maiores Álbuns de Todos os Tempos". O álbum é apresentado no livro de Robert Dimery, 1001 Álbuns que Você Deve Ouvir Antes de Você Morrer (2006). Escrevendo para a revista Mojo em 2011, o revisor John Harris incluiu Band on the Run entre "a trilogia de álbuns solo pós-Beatles verdadeiramente essenciais", juntamente com o All Things Must Pass de Harrison e o Plastic Ono Band de Lennon.

## Relançamentos
Em 1993, Band on the Run foi remasterizado e relançado em disco compacto como parte da série The Paul McCartney Collection(em inglês), com "Helen Wheels" e seu lado B, "Country Dreamer", como faixas bônus. Em 1996, foi lançado em 5.1 Music Disc. Em maio de 2007, o álbum foi disponibilizado na iTunes Store.
Em 1999, Band on the Run: 25th Anniversary Edition, uma edição especial estendida do álbum, foi lançada para coincidir com os vinte e cinco anos depois que o álbum começou a decolar em março de 1974, após um início lento. Nesta versão, "Helen Wheels" apareceu como a faixa oito, entre "No Words" e "Picasso's Last Words (Drink to Me)", como havia sido posicionada no lançamento norte-americano. O pacote inclui um disco extra de apresentações ao vivo das canções ao longo dos anos, bem como breves apresentações recentes de Paul. Depoimentos falados também estão incluídos do próprio, de Linda (a quem este relançamento é postumamente dedicado), Laine, Dustin Hoffman (a inspiração por trás de "Picasso's Last Words") e as outras pessoas na capa, incluindo James Coburn, que estava na Grã-Bretanha na época filmando The Internecine Project, e Christopher Lee.
Em 2 de novembro de 2010, o álbum foi relançado como o primeiro lançamento da Paul McCartney Archive Collection(em inglês), sendo reeditado em diversos formatos. Em 2 de fevereiro de 2024, uma edição Super Deluxe do álbum será lançada.

## Lista de faixas
Todas as faixas foram compostas por Paul e Linda McCartney, exceto "No Words" (escrita por Paul McCartney e Denny Laine).
| Lado um |                   |         |  |
| N.º     | Título            | Duração |  |
| 1.      | "Band on the Run" | 5:12    |  |
| 2.      | "Jet"             | 4:09    |  |
| 3.      | "Bluebird"        | 3:23    |  |
| 4.      | "Mrs. Vandebilt"  | 4:40    |  |
| 5.      | "Let Me Roll It"  | 4:51    |  |

| Lado dois |                                      |         |  |
| N.º       | Título                               | Duração |  |
| 1.        | "Mamunia"                            | 4:51    |  |
| 2.        | "No Words"                           | 2:35    |  |
| 3.        | "Picasso's Last Words (Drink to Me)" | 5:49    |  |
| 4.        | "Nineteen Hundred and Eighty-Five"   | 5:28    |  |

- O lançamento original na América do Norte incluía "Helen Wheels" (tempo de duração: 3:45) como faixa oito (entre "No Words" e "Picassos's Last Words (Drink to Me)".

## Ficha técnica
Segundo o autor de The Beatles Solo on Apple Records (2005), Bruce Spizer:
Wings
- Paul McCartney – vocais principais, baixo elétrico, guitarras, teclados, percussão
- Linda McCartney – vocais de apoio, teclados, percussão
- Denny Laine – vocais principais (em "No Words" e "Picasso's Last Words"), vocais de apoio, guitarras, percussão

Produção sonora e músicos adicionais
- Paul McCartney – produção musical
- Tony Visconti – orquestrações
- Geoff Emerick – engenharia de som
- Howie Casey – saxofone (em "Jet",[90] "Bluebird" e "Mrs. Vandebilt")
- Ginger Baker – percussão (em "Picasso's Last Words")
- Remi Kabaka – percussão (em "Bluebird")
- Ian Horne, Trevor Jones (roadies) – vocais de apoio (em "No Words")

## Posição nas tabelas musicais
| Paradas (1973–75)              | Melhor posição |
| ------------------------------ | -------------- |
| Austrália (Kent Music Report)  | 1              |
| Bélgica                        | 4              |
| Canadá (RPM)                   | 1              |
| Países Baixos (MegaCharts)     | 5              |
| Japão (Oricon)                 | 11             |
| Noruega (VG-Lista)             | 1              |
| Espanha                        | 1              |
| Suécia                         | 5              |
| Reino Unido (OCC)              | 1              |
| Estados Unidos (Billboard 200) | 1              |
| Alemanha Oriental              | 15             |

| Paradas (2010)                 | Melhor posição |
| ------------------------------ | -------------- |
| Bélgica (Flanders)             | 89             |
| Bélgica (Wallonia)             | 96             |
| Países Baixos (MegaCharts)     | 34             |
| European Top 100 Albums        | 46             |
| Japão (Oricon)                 | 25             |
| Espanha                        | 47             |
| Reino Unido (OCC)              | 17             |
| Top Pop Catalog Albums         | 3              |
| Estados Unidos (Billboard 200) | 29             |